# Tylża (okręg szawelski)
Tylża (lit. Tilžė) − wieś na Litwie, zamieszkana przez 52 ludzi, w rejonie okmiańskim, 1 km na północny wschód od Nowych Okmian.